# Région de Penal-Debe
La région de Penal-Debe est l'une des neuf régions de l'île de Trinité à Trinité-et-Tobago.